# Atol

Una de les teories de la formació d'un atol: illa volcànica, escull litoral, barrera d'esculls, corona d'esculls.

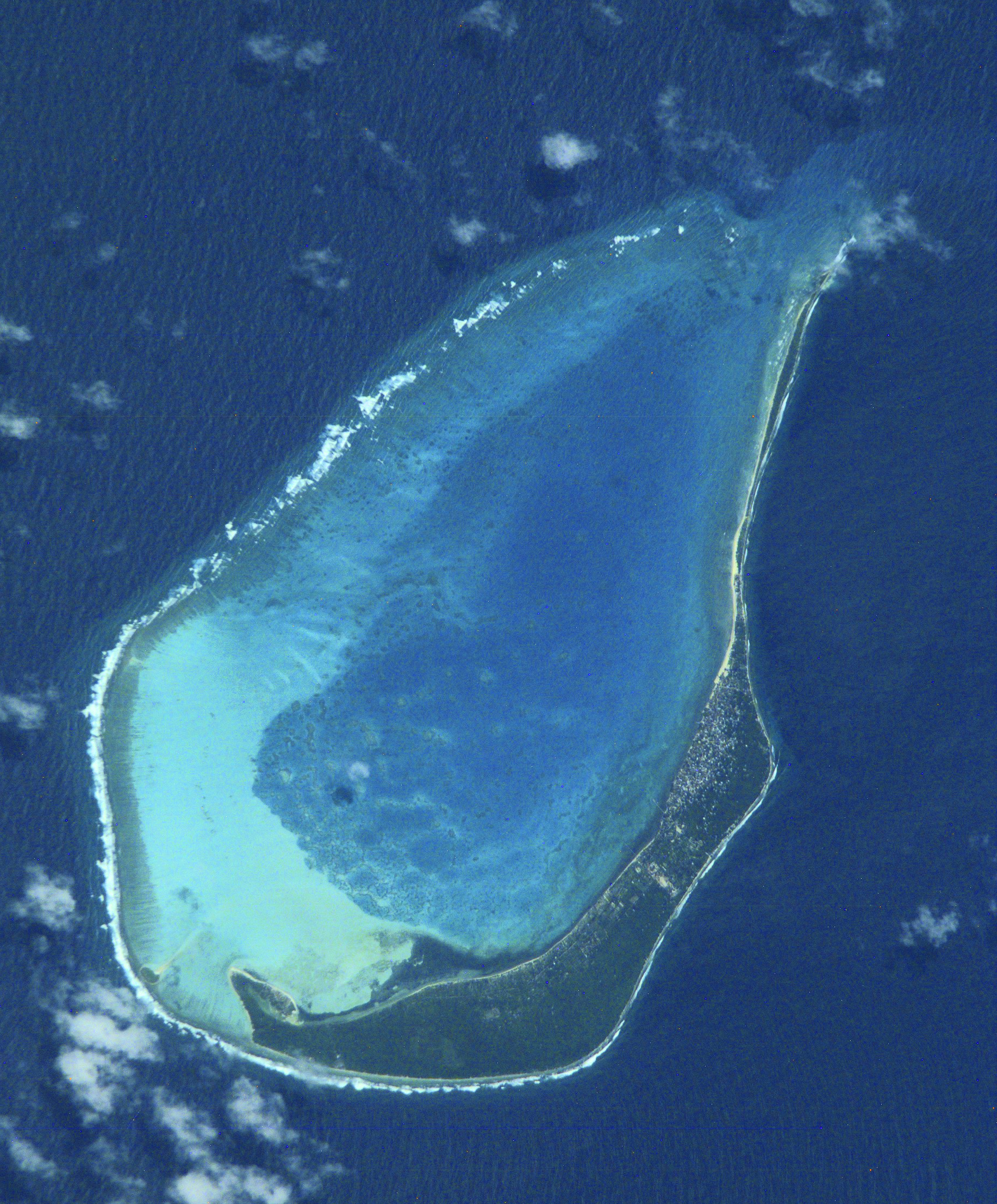
Atol de Minicoi vist des de l'espai en una foto de la NASA.

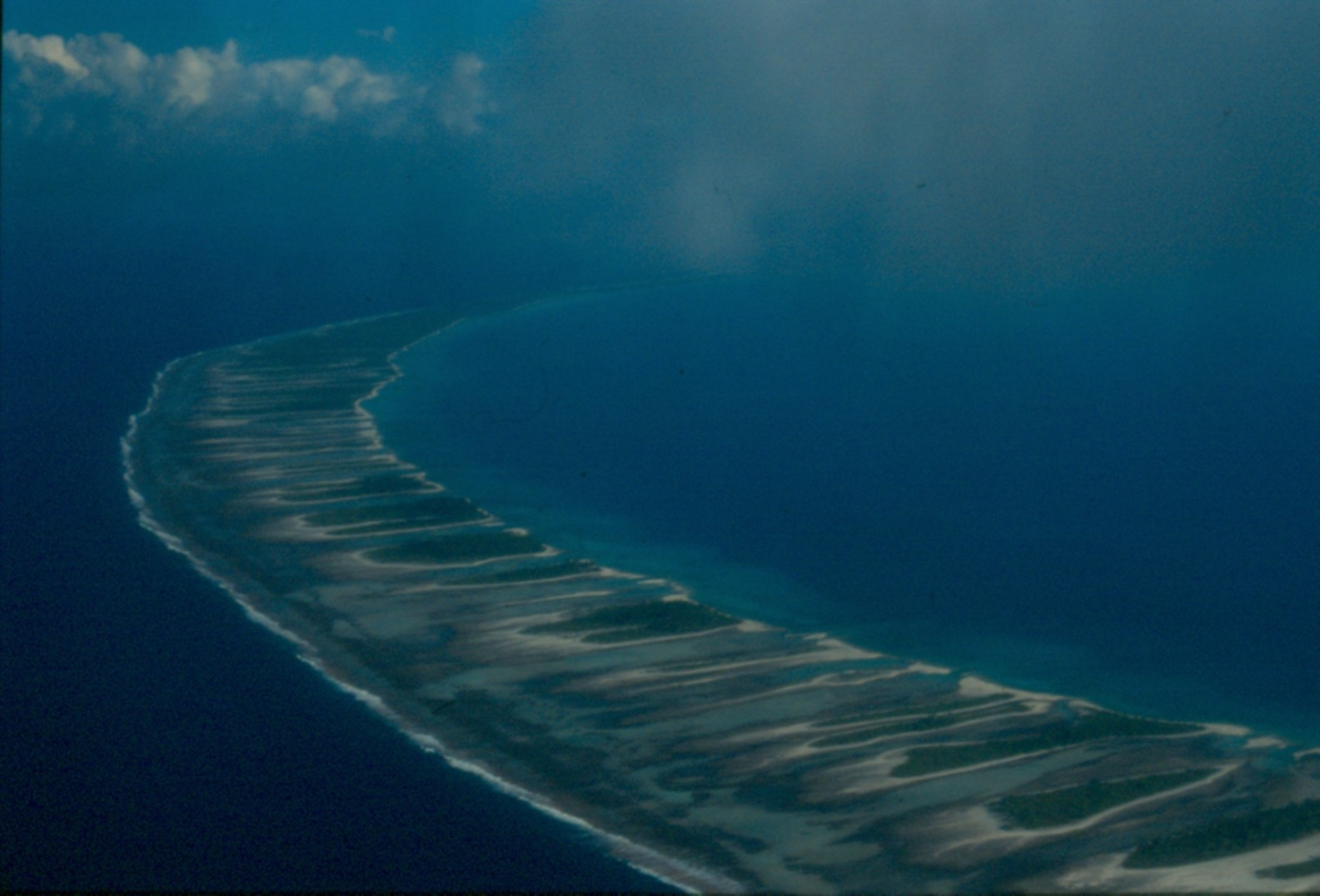
Illots i esculls a la corona de l'atol de Rangiroa.

Un atol és un tipus d'escull de corall.

## Particularitats
Es tracta d'una estructura de corall que es troba als oceans tropicals i consisteix en uns esculls coral·lins que encerclen una llacuna interior d'aigua salada amb illes o bancs de sorra, o sense. Els atols es troben a les zones càlides tropicals o subtropicals dels oceans i mars, on es poden desenvolupar coralls. La majoria dels aproximadament 440 atols del món es troben a l'oceà Pacífic.
El mot atol prové d' atolu en la llengua malaialam del sud-oest de l'Índia, a través de l'anglès i francès atoll. Originàriament, significa que lliga o enllaça. També s'ha anomenat * atol·ló per influència del castellà atolón, però avui és un terme no acceptat.

## Morfologia
El cercle d'esculls està format per illots de sorra coral·lina, anomenats motu. Són dipòsits calcaris d'algues i de madrèpora, sobre una base volcànica submergida. Típicament, tenen una forta inclinació per la banda exterior a l'oceà, i poca profunditat per la banda interior. La llacuna, normalment, té sortides al mar per estrets canals amb forts corrents d'aigua durant les marees. En la tranquil·litat de les seves aigües, hi sol haver gran varietat d'espècies marines. En alguns casos, queda totalment encerclada i provoca, per evaporació, una llacuna molt salada.
Els organismes marins que fan créixer els atols només es troben en les càlides aigües tropicals. En altres latituds, són muntanyes submarines que han quedat cobertes en esfondrar-se per erosió.

## Formació

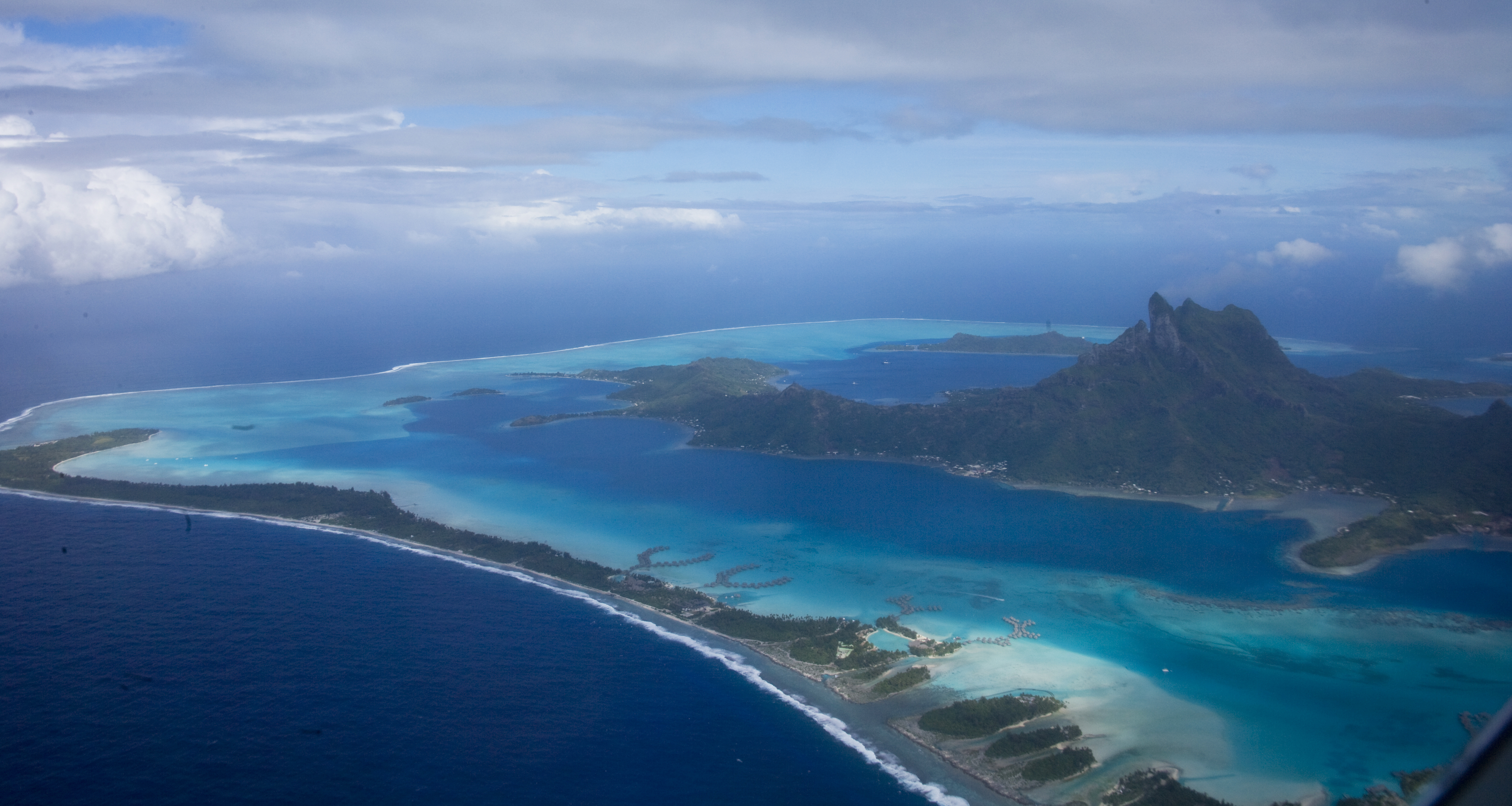
Vista aèria de Bora Bora

Charles Darwin, el 1842, va ser el primer a descriure i explicar la formació dels atols (les primeres teories es poden llegir en el seu llibre El viatge del Beagle), basant-se en les observacions realitzades al sud de l'oceà Pacífic durant un viatge de cinc anys a bord de l'HMS Beagle, de 1831 a 1836. Va explicar que els esculls orgànics, al voltant d'illes volcàniques de mars tropicals, van creixent mentre l'illa s'esfondra, formant una barrera d'esculls separada de l'illa per una llacuna. Amb el temps, la part exterior va creixent mantenint-se molt a prop del nivell del mar, mentre la part interior s'erosiona i s'esfondra, i en queda només la llacuna.
L'explicació de Darwin suggereix que diversos tipus d'illes tropicals: des d'una illa volcànica alta, passant per una illa de barrera d'esculls, fins a un atol, van representar una seqüència de subsidència gradual del que va començar com un volcà oceànic. Va raonar que un escull de corall que envolta una illa volcànica al mar tropical creixerà cap amunt a mesura que l'illa s'enfonsa, convertint-se en un "gairebé un atol", o una illa d'escull de barrera, tal com es caracteritza per una illa com Aitutaki a les Illes Cook, i Bora Bora i altres a les Illes de la Societat. L'escull marginal es converteix en una barrera d'escull perquè la part exterior de l'escull es manté prop del nivell del mar a través del creixement biòtic, mentre que la part interna de l'escull queda enrere, convertint-se en una llacuna perquè les condicions són menys favorables per al corall i les algues calcàries, responsables de la major part del creixement dels esculls. Amb el temps, la subsidència porta l'antic volcà per sota de la superfície de l'oceà i la barrera d'escull es manté. En aquest punt, l'illa s'ha convertit en un atol.

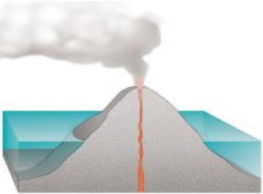
La teoria de Darwin comença amb una illa volcànica que s'extingeix
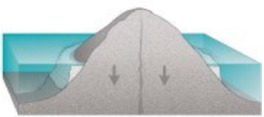
A mesura que s'enfonsa l'illa i el fons oceànic, el creixement del corall construeix un escull de franja, que sovint inclou una llacuna poc profunda entre la terra i l'escull principal.
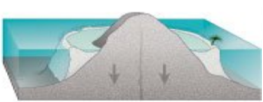
A mesura que la subsidència continua, l'escull de franja es converteix en un escull de barrera més gran més allunyat de la costa amb una llacuna més gran i més profunda a l'interior.
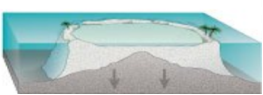
En última instància, l’illa s'enfonsa sota el mar i l'escull de barrera es converteix en un atol que tanca una llacuna oberta, anomenada lagoon.

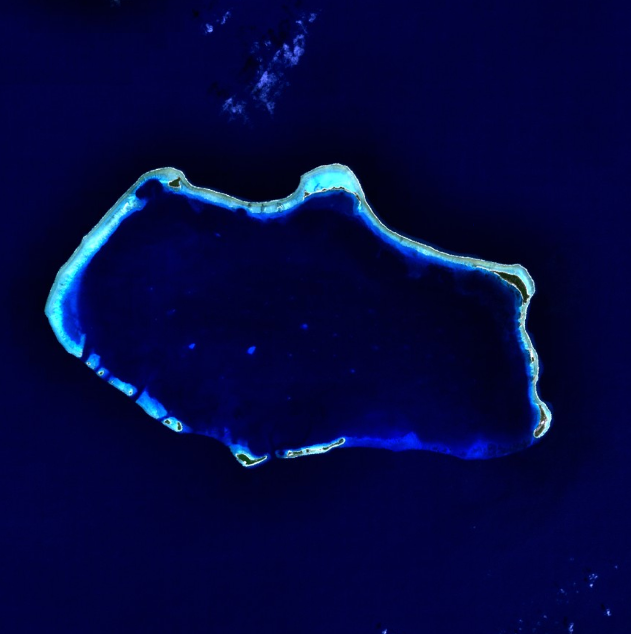
Atol de Bikini

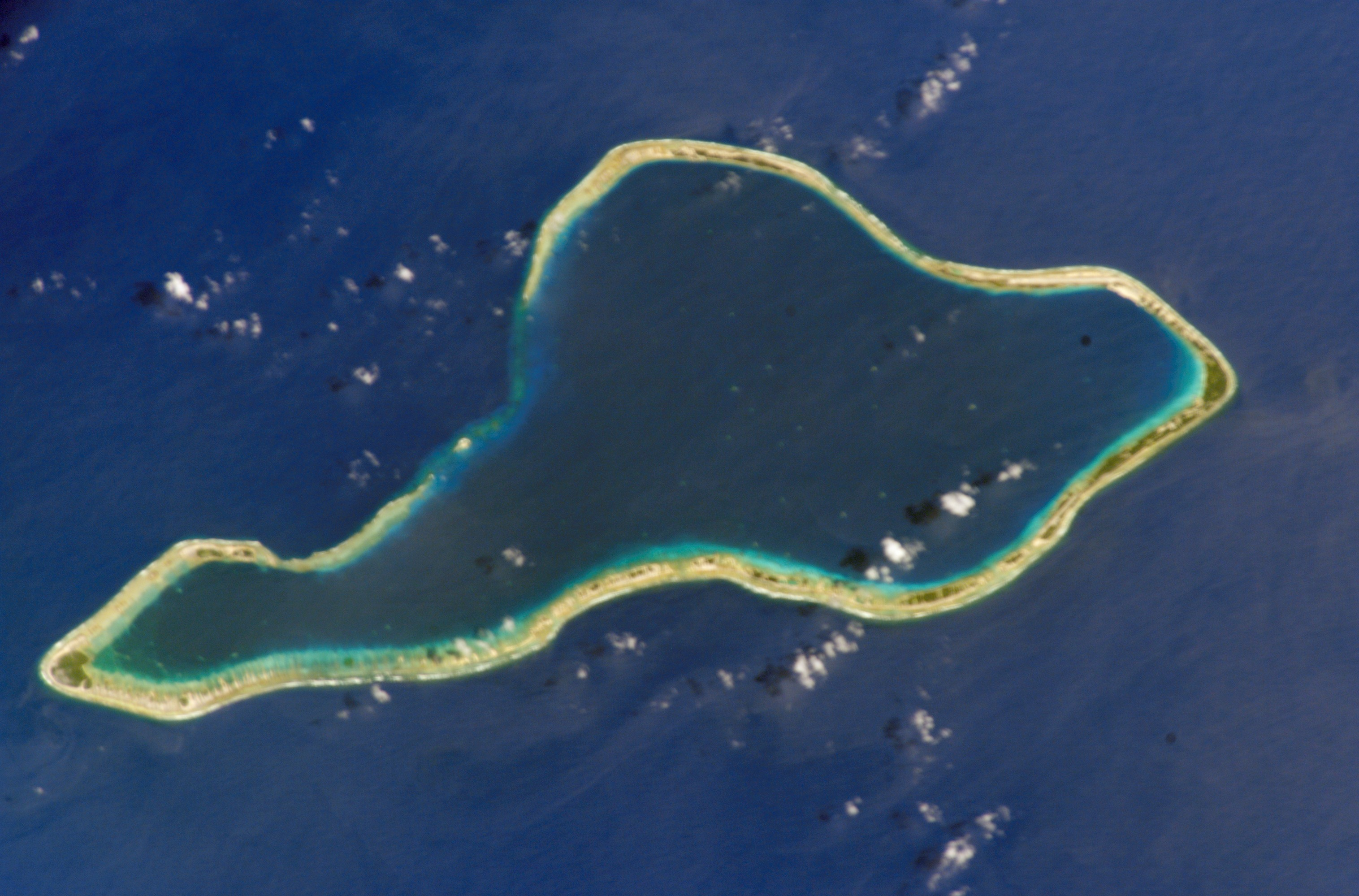
Atol de Moruroa

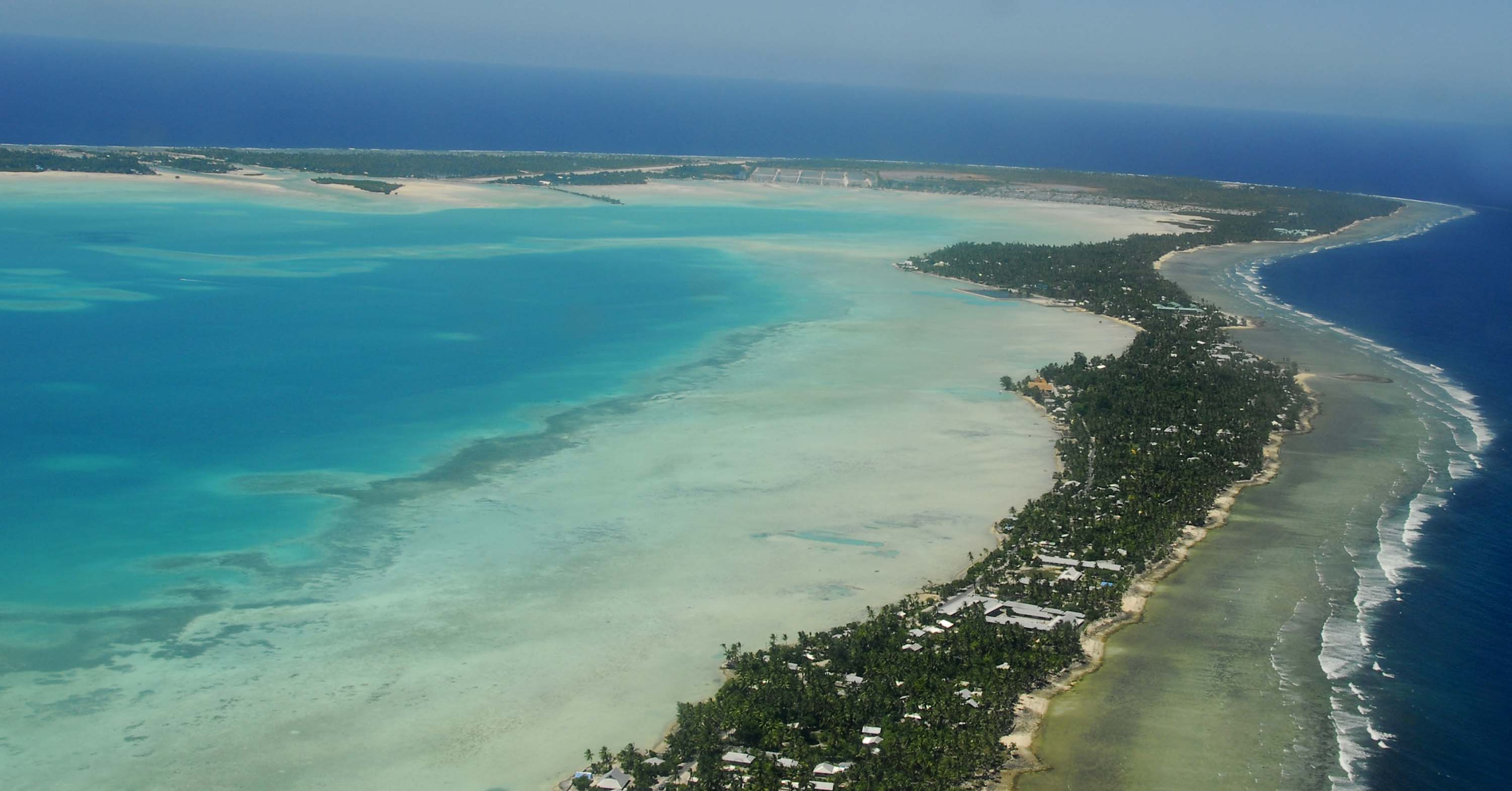
Atol de Tarawa

Una altra teoria diu que el mateix procés es va produir en anar pujant el nivell del mar després de l'última glaciació: tal com ho van formular J. E. Hoffmeister, F. S. McNeil, E. G. Prudy, i altres, el model càrstic antecedent argumenta que els atols són característiques del Plistocè que són el resultat directe de la interacció entre la subsidència i la dissolució càrstica preferent que es va produir a l'interior dels esculls de corall durant les baixes glacials del nivell del mar. Les vores elevades al voltant d'una illa creada per aquesta dissolució càrstica preferencial es converteixen en llocs de creixement de coralls i illes d'atols quan s'inunda durant els períodes interglacials.
La investigació d'A. W. Droxler i altres recolza el model càrstic antecedent, ja que van trobar que la morfologia dels atols moderns és independent de qualsevol influència d'una illa subjacent i soterrada i no estan arrelades a un escull/barrera d'escull.
Els atols són el producte del creixement d'organismes marins tropicals, de manera que aquestes illes només es troben en aigües tropicals càlides. Les illes volcàniques situades més enllà dels requisits de temperatura de l'aigua càlida dels organismes hermatípics (construcció d'esculls) es converteixen en muntanyes submarines a mesura que disminueixen i s'erosionen a la superfície. Es diu que una illa que es troba on les temperatures de l'aigua de l'oceà són prou càlides perquè els esculls creixin a l'alça per mantenir el ritme de la taxa d'enfonsament es troba a Darwin Point. Les illes de les regions més fredes i polars evolucionen cap a muntanyes submarines o guyots; les illes més càlides i equatorials evolucionen cap a atols, per exemple l'atol Kure. Tanmateix, els antics atols durant el Mesozoic semblen presentar diferents patrons de creixement i evolució.
Els atols de corall són importants com a llocs on es produeix la dolomitització de la calcita. S'han proposat diversos models per a la dolomitització de calcita i aragonita al seu interior. Són els models evaporatius, de filtració-reflux, de zona de mescla, d'enterrament i d'aigua de mar. Tot i que l'origen de les dolomies de substitució continua sent problemàtic i controvertit, s'accepta generalment que l'aigua de mar va ser la font de magnesi per a la dolomitització i el fluid en què es va dolomitar la calcita per formar les dolomies que es troben dins dels atols. S'han invocat diversos processos per conduir grans quantitats d'aigua de mar a través d'un atol per tal que es produeixi la dolomitització.

## Història
Els portuguesos van ser els primers a explorar els atols de l'Índic, i els espanyols els atols del Pacífic. Els noms indiquen la singularitat d'aquestes illes: Pedro Fernández de Quirós anomena Corral de Agua i As Alagadas Marutea Sud i el grup Acteó respectivament; els neerlandesos Le Maire i Schouten anomenen Waterlandt Manihi; l'anglès James Cook anomena Lagoon Island Vahitahi; i William Bligh posa el mateix nom a Tematangi.
Charles Darwin va ser el primer a publicar-ne un estudi: The structure and distribution of coral reefs (Londres, 1842). Les primeres observacions són descrites a El viatge del Beagle de 1839. El francès Victor Segalen en fa una descripció gràfica: «es defineix generalment una illa com a porció de terra envoltada d'aigua per tots costats; aquí és just el contrari: aigua al centre i terra al voltant.» (Journal des îles. 1903).

## Atols del món

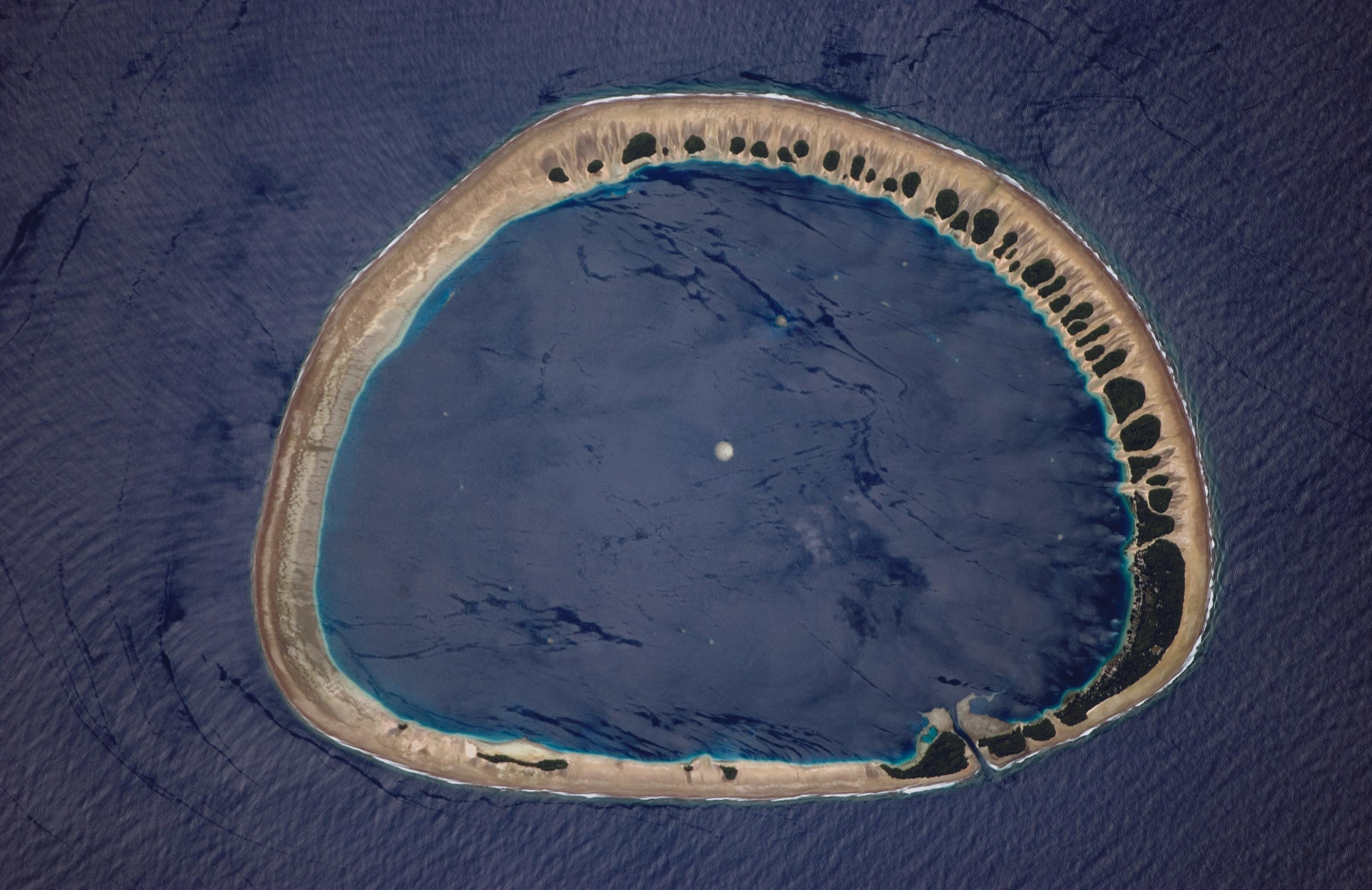
Atol de Nukuoro.

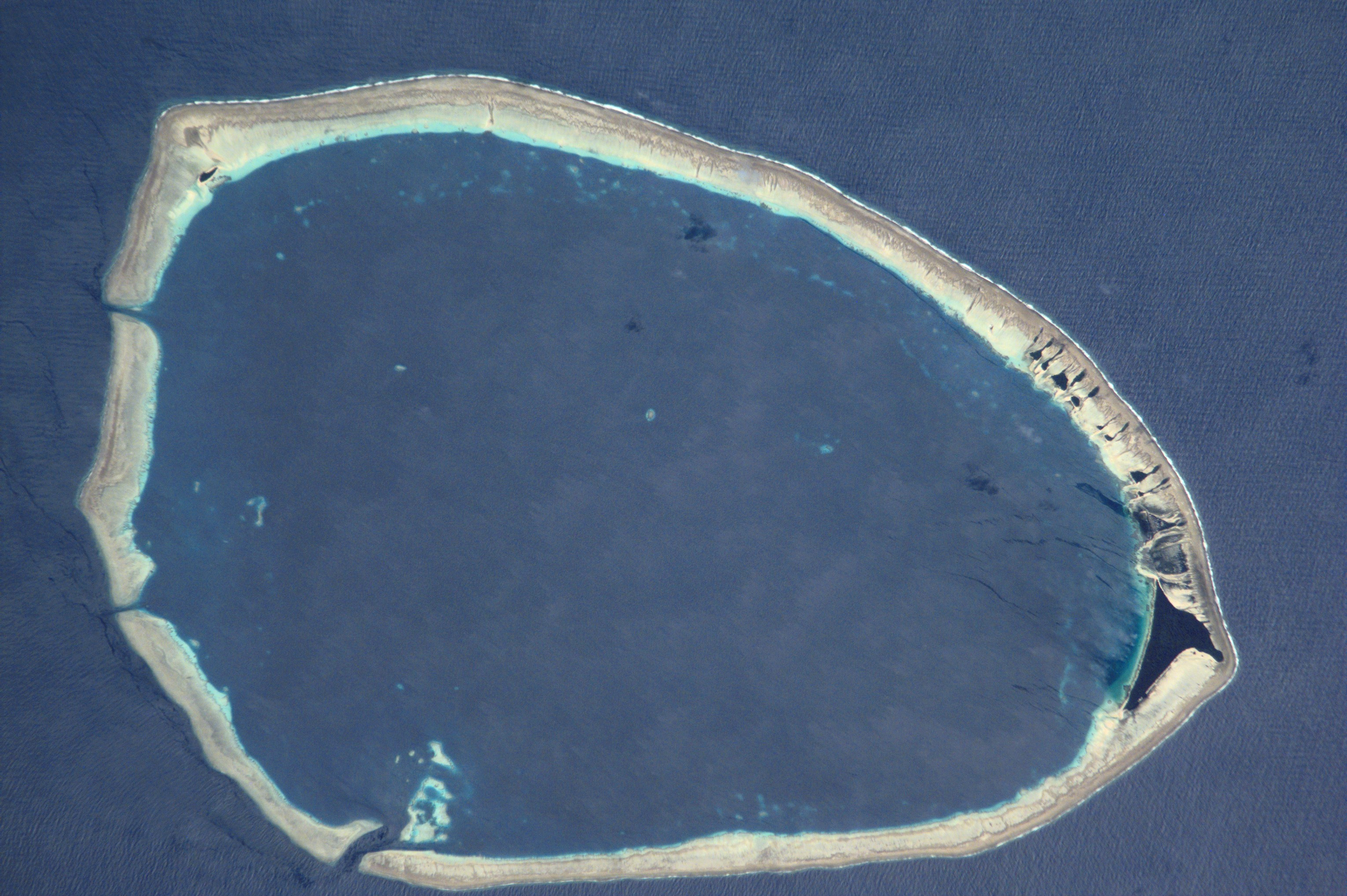
Atol de Takuu; foto NASA.

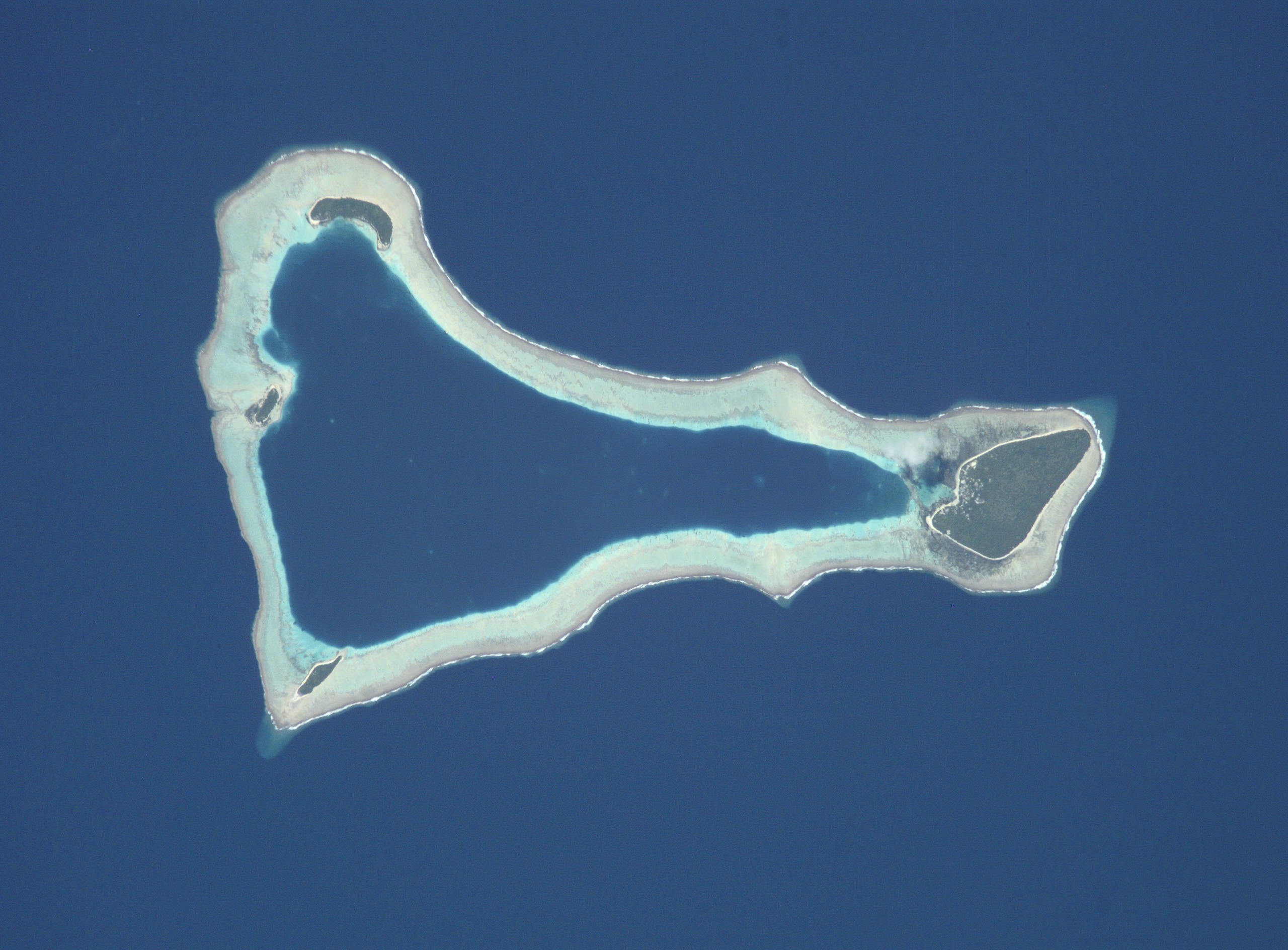
Atol de Sikaiana.

Els atols són comuns als mar tropicals de l'oceà Pacífic i de l'Índic. Els majors arxipèlags i els atols més notables són:
- Oceà Pacífic:
  - Illes Carolines.
  - Illes del mar de Corall, amb els més meridionals al mar de Tasmània.
  - Illes de Sotavent de Hawaii.
    - Atol Kure, el més septentrional.

  - Kiribati:
    - Christmas, a les illes de la Línia, el més gran del món en superfície amb 575 km².

  - Illes Marshall:
    - Ontong Java i Nukumanu.
    - Bikini, lloc de proves nuclears nord-americanes.

  - Tuamotu, el major arxipèlag d'atols.
    - Rangiroa, el segon més gran del món, amb una llacuna de 1.018 km².
    - Mururoa, lloc de proves nuclears franceses.

  - Tuvalu.
  - Clipperton.
- Oceà Índic:
  - Laquedives.
  - Maldives, els més grans en àrea comptant terra i llacuna.
  - Chagos.
  - Seychelles.
  - Saya de Malha, vast atol submergit.
  - Illes Cocos o Keeling.
- Oceà Atlàntic, només hi ha vuit atols a Colòmbia.